# Oglasa atristipata
Oglasa atristipata là một loài bướm đêm trong họ Noctuidae.